# Praxillura longissima
Praxillura longissima är en ringmaskart som beskrevs av Arwidsson 1906. Praxillura longissima ingår i släktet Praxillura och familjen Maldanidae. Arten är reproducerande i Sverige.

## Underarter
Arten delas in i följande underarter:
- P. l. paucimaculata
- P. l. minor